# Parque nacional Gwaii Haanas y sitio patrimonial Haida
El Parque Nacional Gwaii Haanas y Sitio Patrimonial Haida es la combinación de una Reserva Nacional y un sitio patrimonial localizado en la provincia de Columbia Británica, Canadá. El parque fue resultado de un acuerdo del gobierno canadiense y del consejo de los pueblos indígenas haida, siendo administrado por los dos gobiernos. Fue establecido en 1993.
La aldea SGang Gwaay Llanagaay, situada en el interior del parque, fue declarada Patrimonio de la Humanidad por la Unesco en 1981.